# Per Skoglund
Per Skoglund, född 1950, är en svensk fotograf. 2007 tilldelades han Stockholms stads Lennart af Petersens-pris.

## Priser och utmärkelser
- Svenska Fotobokspriset 2000
- Lennart af Petersens pris 2007